# Синя пещера
Синята пещера (на хърватски: Modra špilja) е морска пещера в Хърватия на остров Бишево. Известна с това, че при слънчево време и тихо море в продължение на около три часа в денонощието е залята от синьо сияние.

## Общи сведения
Синята пещера е разположена в Адриатическо море, в залива Балун на източната страна на остров Бишево, Сплитско-далматинска жупания. Отстои на 8,3 км от град Комижа.
Има дължина 24 м, ширина от 10 до 20 м, височина на свода до 15 м над морското равнище, а дълбочината ѝ е от 3 до 20 м. Издълбан е изкуствен вход за посетителите с размери 1,5 м височина и 2,5 м ширина. На туристите е разрешено да влизат вътре с лодки не по-дълги от 5 м и с височина не повече от 1 м, с вместимост до 10 души. Този изкуствен вход по никакъв начин не оказва влияние на светлината, тъй като цялата светлина прониква във вътрешността през много по-големия естествен отвор, намиращ се под морското равнище. Синята пещера на остров Капри в Италия е известна със същия природен феномен.
Синята пещера, също както и целия остров Бишево, е изградена от варовик. Приблизително по средата я дели каменна преграда, която преминава между двете ѝ противоположни стени на дълбочина 6 м.
През естествения отвор на пещерата, разположен откъм южната ѝ страна, между 10 и 13 часа проникват слънчевите лъчи, които преминавайки през водната маса и отразявайки се от бялото варовиково дъно, изпълват пещерата със синьо сияние. Отблясъците варират от аквамариново синьо през наситено синьо до сребристо. За да се любуват на тази гледка пристигат над 10 000 туристи ежегодно като обикновено те посещават и близката Зелена пещера, която е с по-големи размери и където проникващата дневна светлина се обагря в изумруденозелено.
Синята пещера отдавна е добре известна на местните рибари, но широката общественост научава за нея едва през 1884 г., когато барон Йойген Фрайхер фон Рансоне (1838-1926) я описва и рисува. По това време пещерата разполага само с естествения си отвор, но скоро след това поради нарастналия интерес към нея, е пробит и втория, изкуствен вход, за да позволи преминаването на малки лодки.